# Loxosceles galianoa
Espèce
Loxosceles galianoa est une espèce d'araignées aranéomorphes de la famille des Sicariidae.

## Distribution
Cette espèce est endémique d'Argentine. Elle se rencontre dans les provinces de La Rioja, de Catamarca et de Salta.

## Description
La femelle holotype mesure 11,51 mm et le mâle paratype 9,12 mm, les mâles mesurent de 8,38 à 9,12 mm et les femelles de 9,41 à 11,51 mm.

## Systématique et taxinomie
Cette espèce a été décrite par Magalhaes en 2025.

## Étymologie
Cette espèce est nommée en l'honneur de María Elena Galiano.

## Publication originale
- Magalhaes, 2025 : « A new large violin spider from Argentina, with a discussion on the homology and evolution of female genital structures in Loxosceles (Araneae Sicariidae). » Invertebrate Systematics, vol. 39, no IS24079, p. 1-25.